# Консульство БНР у Ризі
Консульство БНР в Ризі — дипломатично-консульська установа Білоруської Народної Республіки.

## Історія
В умовах погіршення відносин з новоутвореною Литвою, уряд БНР намагався розширити контакти з Латвією, але в 1918 налагодити білорусько-латвійські відносини завадила Німеччина - німецька влада виступала проти формування латвійської національної держави, але 1919 перешкоди для створення незалежної Латвії були зняті. 
У серпні 1919 в Ризі відкрилося консульство БНР, яке очолив відомий білоруський політик Кузьма Царешчанка. До його призначення обов'язки консула БНР виконував Б. Шимкович, а трохи пізніше - Я. Чарапук. Консульство вело переговори з міністром закордонних справ Латвії з питань кордону та підтримки БНР на міжнародній арені, а також створення на території Латвії Білоруської Армії. 
У вересні 1919 на основі консульства відкрилася Військово-дипломатична місія БНР у Латвії та Естонії, робота якої була згорнута 1920. 

## Оцінки
В історії Білорусі дипломатична активність на латвійському напрямку 1918-1920 оцінюється як стратегічна і перспективна на північно-балтійському напрямку, а також такою, що відповідає геополітичним інтересам сучасної Біларусі. 